# Jean du Bec
Jean du Bec (* um 1540 in Le Bec-Hellouin; † 20. Januar 1610 in Saint-Malo-de-Beignon) aus dem Haus Crespin war Bischof von Saint-Malo und Schriftsteller.

## Leben
Jean du Bec war der zweite Sohn von Charles II. Crespin du Bec, Seigneur de Boury et de Marais-Vernier, und Marie de Cléry, Dame de Gonceville. Er war der Neffe von Philippe du Bec, der nacheinander Bischof von Vannes, Nantes und Erzbischof von Reims war.
Er wurde protestantisch erzogen, unternahm ausgedehnte Reisen durch Europa und konvertierte nach seiner Rückkehr im Februar 1572 zum Katholizismus. Er engagierte sich in den Feldzügen gegen die Hugenotten und trat um 1577 in den geistlichen Stand ein. 1578 wurde er Kommendatarabt von Kloster Mortemer, scheiterte jedoch 1579 bei der Ernennung zum Dekan von Nantes – sein Onkel Philippe du Bec versuchte 1582, ihm das Dekanat von Nantes doch noch zu übertragen, blieb aber ebenfalls erfolglos. Heinrich IV. bot ihm 1594 das Bischofsamt in Nantes an, nachdem er seinen Onkel nach Reims berufen hatte, aber die jahrelange Feindschaft der Ligueurs gegen seinen Onkel machte die Aussicht, Nantes zu regieren, wenig verlockend, so dass er am 30. Oktober 1596 bereitwillig diesen Titel gegen Saint-Malo eintauschte, dessen Bischof Charles de Bourgneuf nach Nantes wechseln wollte. Die zugehörige Päpstliche Bulle erhielt er jedoch erst im September 1598.
Am 14. März 1599 wurde er in Paris von Kardinal Pierre de Gondi, dem emeritierten Bischof von Paris, geweiht, dem von Henri de Gondi, Bischof von Paris, und Henri d’Escoubleau de Sourdis, Bischof von Maillezais assistiert wurde. Im gleichen Jahr wurde er Kommendatarabt von Notre-Dame de Melleraye, das er aber 1602 wieder aufgab.
Jean du Bec starb am 20. Januar 1610 in der Sommerresidenz der Bischöfe von Saint-Malo in Saint-Malo-de-Beignon. Sein Körper wurde in der Abtei Mortemer bestattet.

## Werke
- Méditations sur la flamme amoureuse de la divinité, 1585
- Bon augure au roy de Navarre, de sa grandeur retournant au gyron de l’Église catholique, apostolicque, & romaine nostre mere, 1593
- Discours de l’antagonie du chien et du lièvre, ruses et propriétéz d’iceux, 1593, Neudruck 1880 (online)
- Histoire du Grand Tamerlanes où sont décrits les rencontres, escarmouches, batailles, sièges, assauts, escalades, prinses de villes et places fortes, deffendues, assaillies avec plusieurs stratagemes de guerre qu’il a conduits et mis à fin, durant son règne, de quarante ou cinquante ans: Avec autres instructions pour la guerre qui ne doivent estre ignorées de ceux qui veulent attaindre à la science des armes. Tirés des monumens antiques des Arabes, Rouen 1595, durchgesehen und korrigierte Neuausgabe Rouen 1614.
  - Deutsche Ausgabe: Denckwürdige Geschichte / Des grossen Tamerlanis / der Parthen und Tartern Käysers Der gelebt im Jahre nach der geburt Christi: Ein tausent dreyhundert fünf und funfzig Biß Ein tausend vierhundert und viere, Du Bec, Jean. Halle, Saale : Universitäts- und Landesbibliothek Sachsen-Anhalt, 1639